# NGC 510
NGC 510 est une paire d'étoiles située dans la constellation des Poissons. L'astronome suédois Herman Schultz a enregistré la position de cette étoile le 11 novembre 1867.